# Parashkol
Parashkol là một thị trấn thống kê (census town) của quận Barddhaman thuộc bang Tây Bengal, Ấn Độ.

## Nhân khẩu
Theo điều tra dân số năm 2001 của Ấn Độ, Parashkol có dân số 10.989 người. Phái nam chiếm 56% tổng số dân và phái nữ chiếm 44%. Parashkol có tỷ lệ 57% biết đọc biết viết, thấp hơn tỷ lệ trung bình toàn quốc là 59,5%: tỷ lệ cho phái nam là 68%, và tỷ lệ cho phái nữ là 44%. Tại Parashkol, 14% dân số nhỏ hơn 6 tuổi.